# Sous-préfecture
 (24 avril 2024).

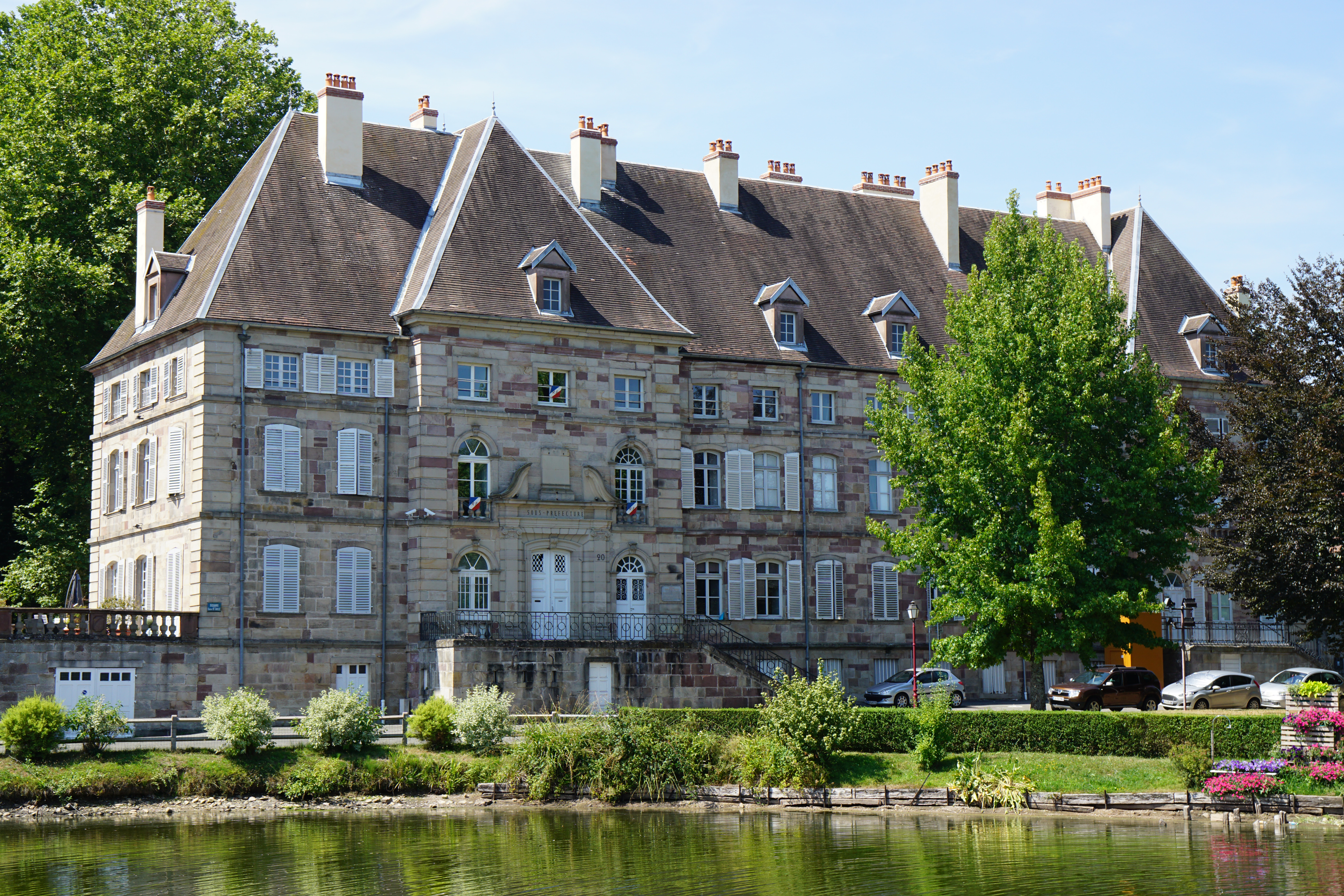
Sous-préfecture à Lure (Haute Saône), située dans l'ancien palais abbatiale.

En France, une sous-préfecture est le chef-lieu d'un arrondissement départemental. Le mot sous-préfecture désigne également l'immeuble qui abrite les bureaux de l'administration préfectorale, placée sous l'autorité d'un sous-préfet et assisté d'un secrétaire général. Le nombre actuel de sous-préfectures est de 234.
L'arrondissement qui a pour chef-lieu la préfecture n'a pas de sous-préfecture. C'est le secrétaire général de préfecture qui fait fonction de sous-préfet pour cet arrondissement. Une exception a existé dans l’arrondissement de Pontoise, qui a accueilli un sous-préfet d’arrondissement jusqu’en ?[Quand ?] alors que la préfecture du département était située dans l’arrondissement, dans la commune voisine de Cergy, depuis 1970.

## Histoire et réformes majeures

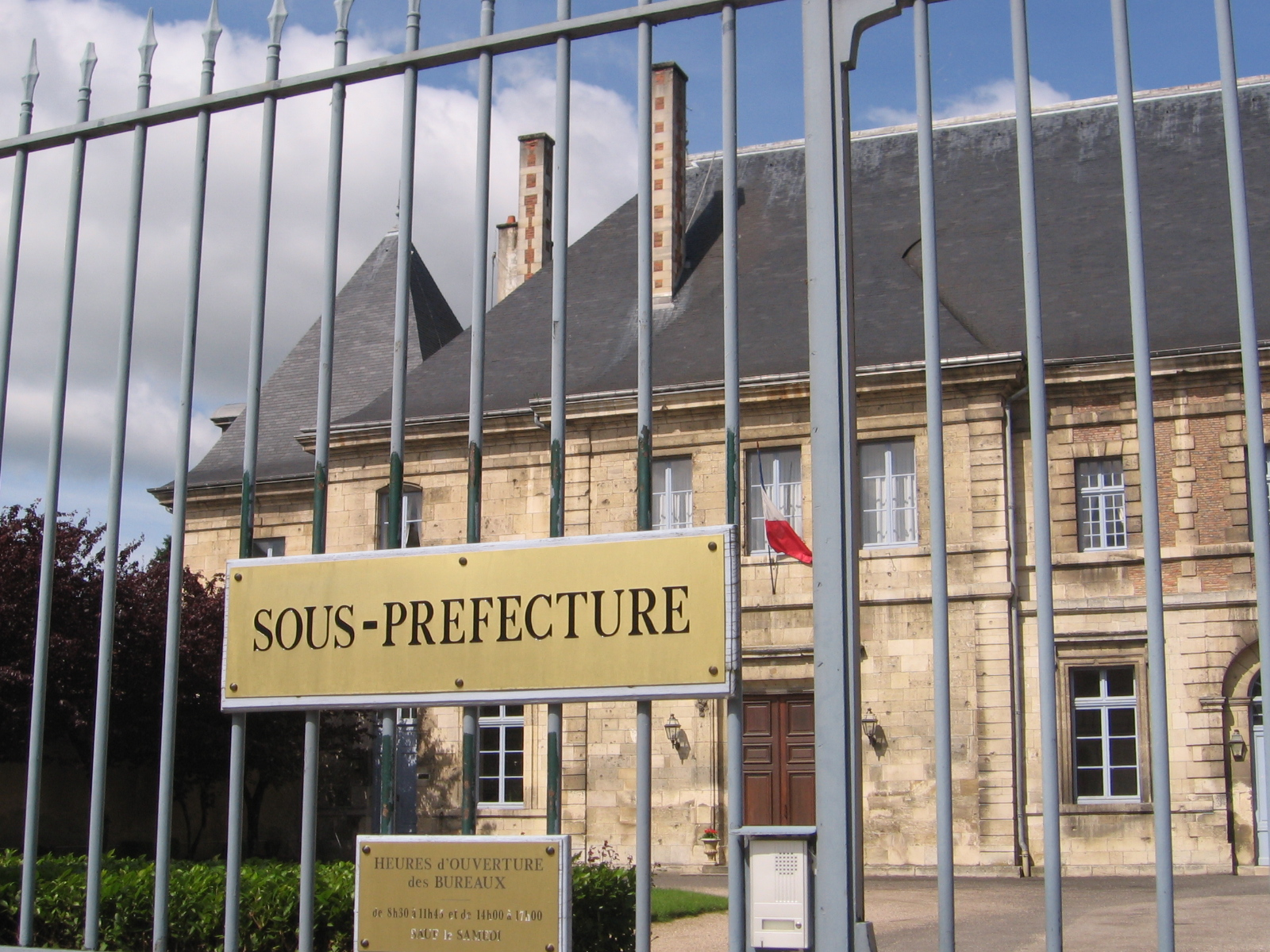
Sous-préfecture à Verdun (Meuse).

Les sous-préfectures d'arrondissement sont créées au XIXe siècle par Napoléon Ier avec la Loi du 28 Pluviose an VIII (17 février 1800) concernant la division du territoire français et l'administration.
Une réforme majeure du nombre et de la répartition des sous-préfectures intervient avec le décret-loi du 26 septembre 1926, nommé également « réforme Poincaré-Sarraut ». 108 sous-préfectures sont supprimées et 2 sont créées, il y a donc une perte globale de 106 sous-préfectures dans toute la France. Il n'y a ensuite plus de modification majeure de la carte des sous-préfectures.
En février 2012, le rapport de la Cour des Comptes sur les sous-préfectures pointe cependant un problème d'inadéquation de la répartition des sous-préfectures avec les bassins de populations. En effet, la carte démographique de la France a évolué depuis 1926, mais celle des sous-préfectures n'est que peu modifiée. Le Comité Interministériel de Modernisation de l'Action Publique (CIMAP) propose alors dans les conclusions de son rapport du 17 juillet 2013 des alternatives aux sous-préfectures : la création de Maisons de l'État, la nomination de conseillers de l'administration de l'Intérieur et de l'Outre-mer, ou encore la suppression pure et simple ou la mutualisation (par jumelage de deux arrondissements) de sous-préfectures.
Un projet d'expérimentation est lancé le 9 septembre 2013 dans les deux départements alsaciens du Haut-Rhin, du Bas-Rhin, ainsi que dans le département lorrain de la Moselle, afin évaluer l'efficacité des réformes possibles. Ces trois départements ont été notamment choisis du fait de leur découpage en de nombreux arrondissement hérité des Kreise (cercles) créé du temps où l'Alsace-Lorraine était intégrée à l'Empire allemand et qui ne subirent pas la réduction du nombre de sous-préfectures dû au décret-loi de 1926. L'expérimentation porte sur la réduction du nombre des arrondissements et de sous-préfectures dans les trois départements, effectué le 1er janvier 2014 . En réalité l'expérimentation ne va pas se limiter aux suppressions des 4 sous-préfectures de Wissembourg, Ribeauvillé, Guebwiller et Metz-Campagne, et la fusion de Sarrebourg et Château-Salins, de Boulay et Forbach : Thionville et Strasbourg-Campagne, sans être supprimées, n'ont plus de personnel en 2016.
Une évaluation est effectuée en 2017. En février de cette année, un rapport sénatorial du sénateur Hervé Marseille est publié sur la réforme de l'administration sous-préfectorale et sa contribution au maintien de la présence de l'État dans les territoires.
En 2022, Emmanuel Macron annonce le rétablissement de cinq sous-préfectures qui avaient été jumelées à une autre dans le cadre de la révision générale des politiques publiques en 2008 : Château-Gontier-sur-Mayenne, Clamecy, Montdidier, Nantua, Rochechouart, et la création d'une nouvelle sous-préfecture à Saint-Georges-de-l'Oyapock.

## Missions et attributions du sous-préfet

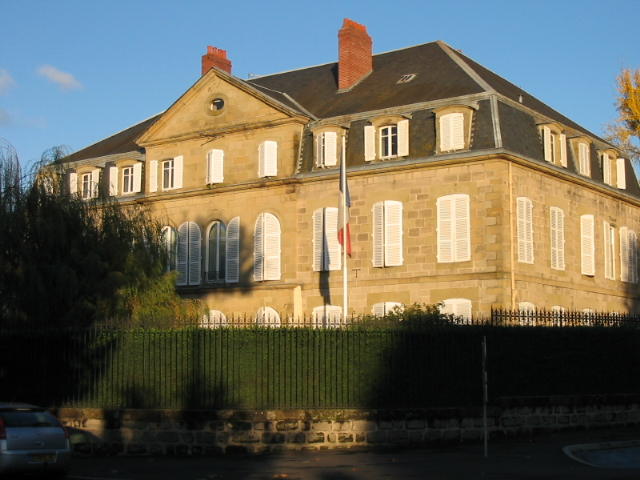
Sous-préfecture à Brive-la-Gaillarde.

Le sous-préfet d'arrondissement est le délégué du préfet dans l'arrondissement. À ce titre, il assiste le préfet dans la représentation territoriale de l'État et, sous son autorité :
1. il veille au respect des lois et règlements et concourt au maintien de la sécurité et de l'ordre public et à la protection des populations ;
2. il anime et coordonne l'action des services de l'État pour la mise en œuvre des politiques nationales et communautaires, notamment en matière d'aménagement du territoire et de développement local ;
3. il participe à l'exercice du contrôle administratif et au conseil aux collectivités locales.

Le préfet peut lui confier des missions particulières, temporaires ou permanentes, le cas échéant hors des limites de l'arrondissement et, avec l'accord des autres préfets concernés, hors des limites du département. Indépendamment des pouvoirs qui lui sont ainsi délégués, le sous-préfet possède des attributions propres, limitativement énumérées, par les textes législatifs et réglementaires.

## Un échelon local
Selon la charte de la déconcentration, l'arrondissement est le cadre territorial de l'animation du développement local, de l'action administrative de proximité et le niveau privilégié de la concertation avec des élus locaux. Si les missions des sous-préfectures s'apparentent à celles des préfectures, missions régaliennes et interministérielles, l'arrondissement reste l'échelon le plus proche de l'organisation territoriale, celui du contact personnalisé avec l'élu ou l'usager, où la fonction de conseil, d'arbitrage et de régulation des tensions est essentielle.

## Caractéristiques des sous-préfets
Ils sont recrutés parmi les administrateurs de l'état et les fonctionnaires des autres corps dont le recrutement est normalement assuré par l'Institut national du service public. Ces derniers sont alors placés en position de détachement de leur corps d'origine.
Du 10 mai 1982 au 29 février 1988, ils ont porté le titre de commissaire adjoint de la République.